# Економ (посада)
Економ (грец. Οικονόμος) — в православних монастирях посада особи, завідувача і наглядача за господарською частиною монастиря. У розпорядженні економа знаходяться як монастирські насельники, що призначаються на будь-які господарські послухи, так і наймані працівники.
Повноваження економа в кожному конкретному монастирі визначаються Статутом. Економу можуть підкоряться такі монастирські посадові особи: келар, рухлядний, завідувачі монастирських майстерень, гостельник, лікарняний, трапезний, кухар, придверні. Монастирський статут може дозволяти економу мати помічника.